# Михневич, Сергей Иванович
Сергей Иванович Михневич (род. 1 октября 1958) — белорусский дипломат, Чрезвычайный и Полномочный Посол Республики Беларусь в Египте (2002—2008) и Судане (2006—2008; по совместительству). Доктор экономических наук.

## Биография
Родился 1 октября 1958 года. В 1982 году окончил конструкторского-механический факультет Московское высшее техническое училище имени Н. Э. Баумана. В 1992 году окончил Всероссийскую академию внешней торговли
Работал инженером филиала Всесоюзного научно-исследовательского института транспортного машиностроения (г. Дорогобуж, Смоленская область), Центрального конструкторского бюро «Пеленг» производственного объединения «БелОМО», мастером, начальником производственно-диспетчерского бюро корпуса сборки и испытаний автомобилей Минского автомобильного завода.
На дипломатической службе в системе Министерства иностранных дел (МИД) Республики Беларусь с июня 1992 года. Занимал должности второго секретаря, советника отдела международных экономических отношений, заместителя начальника управления международных экономических отношений МИД, первого секретаря, советника Посольства Республики Беларусь в Швейцарской Конфедерации / Постоянного представительства Республики Беларусь при Отделении ООН и других международных организациях в Женеве, заместителя Постоянного представителя Республики Беларусь при отделении ООН и других международных организациях в Женеве, начальника управления внешнеторговой политики, заместителя директора департамента координации внешнеэкономической деятельности МИД.
6 декабря 2002 году назначен Чрезвычайным и Полномочным Послом Республики Беларусь в Египте. 5 мая 2006 года назначен послом Беларуси в Судане по совместительству. 26 февраля 2008 года назначен Постоянным представителем Республики Беларусь при Лиге арабских государств по совместительству. 14 августа 2008 года был освобождён от всех занимаемых должностей.
С января 2014 года по сентябрь 2018 года работал в должности Генерального консула Республики Беларусь в Гданьске (Республика Польша). Имеет дипломатический ранг Чрезвычайного и Полномочного Посланника второго класса.
Является автором более 100 научных работ, включая 5 монографий. Научная специализация — «Мировая экономика». Владеет английским, польским и французским языками.